# Fárbauti
Nella mitologia norrena, Fárbauti (in norreno "crudele attaccante") è un gigante marito di Laufey e padre di Loki, e probabilmente anche di Helblindi e Býleistr. Esso è attestato nell'Edda in prosa, scritta nel XIII secolo da Snorri Sturluson, e nelle poesie degli Scaldi risalenti all'età vichinga. Si presume che l'origine del nome e del carattere della parola "Fárbauti"  derivi dall'osservazione dei fenomeni naturali, in particolare alla comparsa dell'incendio.
Nella prima parte dell'Edda in prosa Gylfaginning (Inganno di Gylfi), Hár rispondendo alle domande di Gangleri, dice che Loki è figlio del jötunn Fárbauti e di Laufey. Nello Skáldskaparmál (Dialogo sull'arte poetica), la seconda parte dell'Edda in prosa, Fárbauti viene citato altre tre volte come padre di Loki. Nel 16º capitolo, chiamato anche Lokakenningar, ossia i modi di riferirsi a Loki, compare una frase in cui cita che: "Loki è figlio di Fárbauti e Laufey detta anche Nál". Nel 17º capitolo, risalente al X° secolo, dello scaldo Úlfr Uggason, viene annotato un riferimento a Loki: "il figlio subdolo di Fárbauti". Infine nel 22º capitolo, Fárbauti è menzionato nella poesia Haustlöng del X° secolo dello scaldo Þjóðólfr da Hvinir, dove si riferisce allo stesso Loki con: "il figlio di Fárbauti".

## Interpretazione
Secondo il filologo svedese Axel Kock, il significato di "crudele attaccante" di Fárbauti si riferisce al fulmine e farebbe parte di un antico mito della natura secondo il quale l'incendio boschivo (identificabile con Loki) è prodotto dal fulmine che colpisce un'esca secca, come delle foglie (Laufey) o degli aghi di pino (Nál). Sebbene non siano testimoniati in nessuna fonte originale, gli studiosi hanno considerato i fratelli di Loki, Helblindi e Býleistr, anch'essi figli di Fárbauti. Tuttavia, il loro esatto ruolo nel presumibilmente antico complesso mitico che circonda la famiglia di Loki rimane ancora oggi un mistero.